# Livistona alfredii
Espèce
Classification phylogénétique
Statut de conservation UICN

 CD  : Dépendant de la conservation
(appellation d’avant 2001)
Livistona alfredii est une espèce de plante qui appartient à la grande famille des Arecaceae (palmiers). C'est un arbre haut de 20 à 25 m poussant naturellement qu'en Australie-Occidentale. Il est menacé par la perte de son habitat.